# Робертс, Трейси
Трейси Робертс (англ. Tracey Roberts), иногда (англ. Tracy Roberts), имя при рождении Бланш Голдстоун (англ.  Blanche Goldstone ; 2 декабря 1914 — 8 февраля 2002) — американская актриса кино и телевидения 1950—1960-х годов, которая позднее стала известна как преподаватель актёрского мастерства.
Среди наиболее заметных картин с участием Робертс были фильмы нуар «Интермедия» (1950), «За стеной» (1950), «На опасной земле» (1951), «Моё время убивать» (1955) и «Край ада» (1956), вестерны «Непокорный форт» (1951), «Приграничный игрок» (1956) и «Сэм Виски» (1969), а также музыкальные комедии «Голливуд или пропал» (1956) и «Что бы ни случилось» (1956).
После завершения кинокарьеры Робертс добилась признания в профессиональной среде как преподаватель актёрского мастерства и режиссёр собственного театра, продолжая участвовать в телевизионных шоу.

## Ранние годы и начало карьеры
Трейси Робертс, имя при рождении Бланш Голдстоун, родилась 2 декабря 1914 года в Литтл-Фоллс, Нью-Йорк, США. Она была старшей из троих детей в семье, каждый из которых в дальнейшем был связан с кино и телевидением. Её сестра Энн Маркус стала телесценаристом и продюсером, а брат Рэймонд Голдстоун — телесценаристом.
Намереваясь стать писательницей и актрисой, Робертс училась в Мичиганском и Корнеллском университетах, а затем переехала в Нью-Йорк, чтобы учиться и выступать в Актёрской студии с такими признанными деятелями театра, как Ли Страсберг, Клиффорд Одетс, Стелла Адлер и Элиа Казан.
В эти годы она вышла замуж за драматурга Джерри Адельмана, работала моделью для иллюстраторов и взяла себе сценический псевдоним, составив его из имён двух актёров, которыми восхищалась — Спенсера Трейси и Роберта Монтгомери.

## Театральная карьера
В декабре 1935 года «голубоглазая, черноволосая Робертс» появилась на бродвейской сцене в спектакле по пьесе Клиффорда Одетса «Потерянный рай». Она также сыграла в Нью-Йорке и в Лос-Анджелесе в нескольких известных пьесах, среди которых «Женщины», «Гедда Габлер», «Чайка» и в премьере спектакля по пьесе Теннеси Уильямса «Орфей спускается в ад» (1957). Позднее в Лос-Анджелесе она играла с Робертом Алдой в пьесе «Зимнее убийство».

## Голливудская карьера
Трейси Робертс дебютировала в кино в 1950 году, сыграв небольшую роль пьяницы в баре в фильме нуар с Ричардом Бейсхартом «За стеной» (1950), а также главную женскую роль в малобюджетной криминальной мелодраме «Интермедия» (1950). В этой картине она предстала в образе продавщицы билетов на цирковое представление, которая помогает агенту Казначейства разоблачить сеть контрабандистов, действующих под прикрытием гастролирующего цирка.
Год спустя Робертс сыграла главную женскую роль в вестерне «Форт отверженных» (1951) с участием Дейна Кларка и Бена Джонсона, одну из ролей в ансамблевой комедии «Королева на день» (1951), а также роль второго плана в значимом фильме нуар с Робертом Райаном и Идой Лупино «На опасной земле» (1951). В 1952 году Робертс снялась в своём единственном фильме, комедии о голливудской киноиндустрии «Актёры и грех» (1952), где её партнёром был Эдди Альберт. Этот фильм она считала своим любимым.
В 1955 году вышли историческая драма дохристианских времён с Ланой Тёрнер «Блудный сын» (1955) и фильм нуар с Барбарой Пейтон «Моё дело – убивать» (1955), в которых у Робертс были роли второго плана. Год спустя последовали роли в музыкальных комедиях «Что бы ни случилось» (1956) с Бингом Кросби и «Голливуд или пропал» (1956) с Дином Мартином. Другими её фильмами перед четырёхлетней паузой были вестерн «Своенравная девушка» (1956) и фильм нуар Гуго Гааса «Край ада» (1957).
В 1961 году Робертс снова появилась на большом экране в мелодраме с участием Джины Лоллобриджиды «Нагими мы приходим в этот мир» (1961), за которой три года спустя последовала драма из жизни сектантов на Аляске «Голое пламя» (1964), где у неё была небольшая роль без упоминания в титрах. Последним кинофильмом с участием Робертс стал комедийный вестерн «Сэм Виски» (1969), главные роли в котором сыграли Берт Рейнольдс и Энджи Дикинсон.
За время своей кинокарьеры Робертс сыграла в широком спектре жанров — от вестернов до комедий — но, по словам Оливер, она не проявила в достаточной мере свой «ум, красоту и талант, чтобы стать звездой».

## Карьера на телевидении
В 1952 году Робертс начала работать на телевидении, сыграв вплоть до 1974 года в 54 эпизодах 50 различных сериалов, среди которых «Космический патруль» (1952), «Дни в Долине смерти» (1952), «Бостонский Блэки» (1952, 2 эпизода), «Моя маленькая Марджи» (1953), «Шоу Эбботта и Костелло» (1954), «Мистер и миссис Норт» (1954), «Освободите место для папочки» (1957). «Миллионер» (1957), «Беспокойное оружие» (1958), «Линейка» (1958), «Тонкий человек» (1958), «Майк Хаммер» (1958—1959, 2 эпизода), «Облава» (1959), «Гавайский детектив» (1959), «Речная лодка» (1959), «Питер Ганн» (1960), «Майкл Шейн» (1960), «Триллер» (1961), «Человек из АНКЛ» (1965), «Пейтон-Плейс» (1967), «Айронсайд» (1969) и «Доктор Маркус Уэлби» (1974). Последний раз Робертс появилась на телевидении 20 лет спустя в эпизоде сериала «Мистер Бин» (1994).

## Преподавательская и режиссёрская карьера
Как отметила обозреватель «Лос-Анджелес Таймс» Мирна Оливер, несмотря на свою достаточно содержательную актёрскую карьеру, «Трейси Робертс более всего известна в профессиональной среде как преподаватель актёрского мастерства и художественный руководитель Актёрской студии Трейси Робертс». Такого же мнения придерживается и редакция журнала Variety, отметившая в своём некрологе, что «Робертс добилась известности как наставник и художественный руководитель Актёрской студии Трейси Робертс».
В конце 1950-х годов, когда актёрская карьера Робертс стала медленно затухать, подруга предложила ей попробовать себя в преподавании актёрского мастерства. Мучительно, но решительно пересмотрев взгляды на свою карьеру, Робертс отказалась от актёрской игры и обратилась к преподаванию, «никогда не оглядываясь назад и влюбившись в свою новую профессию». В 1986 году, когда она уже проработала в новой профессии около четверти века, она сказала в интервью «Лос-Анджелес Таймс», что занялась преподавательской деятельностью, «брыкаясь и крича», но с тех пор «влюбилась» в эту работу.
Как рассказывала Робертс в другом интервью «Таймс» в 1993 году: «Когда ты становишься старше, ты перестаёшь получать роли, как ранее. Поэтому, когда кто-то предложил мне начать преподавать актёрское мастерство, сначала это показалось мне шагом вниз. Но… меня вдохновляли другие актёры, которые занялись преподавательской деятельностью, такие как Брюс Дерн и Ли Грант,… а также мой духовный наставник, моё любимое актёрское вдохновение и учитель Михаил Чехов».
Робертс быстро зарекомендовала себя как уважаемый преподаватель актёрского мастерства, режиссёр и продюсер спектаклей с участием своих учеников. По словам самой Робертс, ей доводилось вести операторские классы, мастер-классы по кастингу и постановке, по речи, движению, музыкальной комедии и анализу сценариев.
В этот период жизни Робертс была тесно связана со своей сестрой Энн Маркус. В частности, в 1960 году в театре «Десилу Плейхаус» она поставила первую пьесу Маркус «Место женщины». В 1993 году Робертс и Маркус совместно работали над пьесой «Искусство готовить», которую Робертс поставила вместе с Маркус в качестве исполнительного продюсера в Театре Трейси Робертс в Западном Голливуде. Маркус, которая в 1960—1970-е годы добилась успеха в качестве криейтора и сценариста нескольких популярных телесериалов, профинансировала эту постановку.
В начале 2000-х годов, по словам Маркус, Робертс поставила программу «Вечер с Клиффордом Одетсом» для сериала «Американские драматурги» с комментариями, написанными и озвученными их братом, сценаристом телевидения и кино Рэймондом Голдстоуном.
В своей студии Робертс выступала также как продюсер и постановщик таких пьес, как «Чудесный костюм из мороженого» Рэя Брэдбери, а в последние годы получила премию Drama-Logue Award за постановку спектакля «Страна теней».
Как написала Оливер, «известная своей независимостью и умом, Робертс, пожалуй, лучше всего была описана подругой Анаис Нин», которая написала следующее посвящение в одной из своих книг: «Посвящается Т,…которая — это все женщины, о которых я когда-либо писала».

## Личная жизнь
Трейси Робертс была замужем за сценаристом Джерри Адельманом (англ. Jerry Adelman). Брак закончился разводом, детей у Робертс не было.

## Смерть
Трейси Робертс умерла 8 февраля 2002 года в возрасте 87 лет в медицинском центре Седарс-Синай в Лос-Анджелесе от кровоизлияния в мозг.
У Робертс были сестра Энн Маркус и брат Рэймонд Голдстоун.

## Фильмография
| Год       |    | Русское название                            | Оригинальное название                  | Роль                                         |
| --------- | -- | ------------------------------------------- | -------------------------------------- | -------------------------------------------- |
| 1950      | ф  | За стеной                                   | Outside the Wall                       | пьяница в баре (в титрах не указана)         |
| 1951      | ф  | Непокорный форт                             | Fort Defiance                          | Джули Морс                                   |
| 1951      | ф  | Королева на день                            | Queen for a Day                        | Пегги                                        |
| 1951      | ф  | На опасной земле                            | On Dangerous Ground                    | Пегги Сантос (в титрах не указана)           |
| 1952      | ф  | Актёры и грех                               | Actors and Sin                         | мисс Фланаган                                |
| 1952      | с  | Космический патруль                         | Space Patrol                           | Терма (1 эпизод)                             |
| 1952      | с  | Бостонский Блэки                            | Boston Blackie                         | разные роли (2 эпизода)                      |
| 1952      | с  | Дни в Долине смерти                         | Death Valley Days                      | Тайгер Лил (1 эпизод)                        |
| 1952      | с  | Приглашение в театр: Разум превыше убийства | Invitation Playhouse: Mind Over Murder | Роузбад (1 эпизод)                           |
| 1953      | с  | Моя маленькая Марджи                        | My Little Margie                       | Хэйзел Миллер (1 эпизод)                     |
| 1953      | с  | Театр «Шеврон»                              | Chevron Theater                        | (1 эпизод)                                   |
| 1953      | с  | Закон – это я                               | I'm the Law                            | (1 эпизод)                                   |
| 1954      | ф  | Техуантепек                                 | Tehuantepec                            | Вирджиния Уотсон                             |
| 1954      | с  | Театр у камина                              | Fireside Theatre                       | Дениз Бигелоу (1 эпизод)                     |
| 1954      | с  | Шоу Эбботта и Костелло                      | The Abbott and Costello Show           | Нэнси Диксон (1 эпизод)                      |
| 1954      | с  | Мистер и миссис Норт                        | Mr. & Mrs. North                       | Джина Кирквуд (1 эпизод)                     |
| 1954      | с  | Кавалькада Америки                          | Cavalcade of America                   | Руби Доннелли (1 эпизод)                     |
| 1955      | ф  | Моё дело — убивать                          | Murder Is My Beat                      | Пэтси Флинт                                  |
| 1955      | ф  | Блудный сын                                 | The Prodigal                           | Тахра                                        |
| 1955      | с  | Человек со значком                          | The Man Behind the Badge               | Лили Уоллинг (1 эпизод)                      |
| 1956      | ф  | Край ада                                    | Edge of Hell                           | миссис Хокинс                                |
| 1956      | ф  | Приграничный игрок                          | Frontier Gambler                       | Хелен Макбрайд                               |
| 1956      | ф  | Что бы ни случилось                         | Anything Goes                          | Бланш (в титрах не указана)                  |
| 1956      | ф  | Голливуд или пропал                         | Hollywood or Bust                      | Рыжая (в титрах не указана)                  |
| 1956      | с  | Зал звёзд «Шеврон»                          | Chevron Hall of Stars                  | девушка (1 эпизод)                           |
| 1956      | с  | Шоу Чарльза Фаррелла                        | The Charles Farrell Show               | Аламо Остин (1 эпизод)                       |
| 1956      | с  | Борец за правду                             | Crusader                               | Мона (1 эпизод)                              |
| 1957      | ф  | Своенравная девчонка                        | The Wayward Girl                       | Дот Мартин                                   |
| 1957      | с  | Освободите место для папочки                | Make Room for Daddy                    | Бренда (1 эпизод)                            |
| 1957      | с  | Приключения Рин Тин Тина                    | The Adventures of Rin Tin Tin          | Джинни Андерсон (1 эпизод)                   |
| 1957      | с  | Официальный детектив                        | Official Detective                     | миссис Геймс (1 эпизод, в титрах не указана) |
| 1957      | с  | Студия 57                                   | Studio 57                              | (1 эпизод)                                   |
| 1957      | с  | Миллионер                                   | The Millionaire                        | Диана (1 эпизод)                             |
| 1957      | с  | Полицейский штата                           | State Trooper                          | Мэри Миллер (1 эпизод)                       |
| 1958      | с  | Линейка                                     | The Lineup                             | (1 эпизод)                                   |
| 1958      | с  | Беспокойное оружие                          | The Restless Gun                       | девушка в салуне (1 эпизод)                  |
| 1958      | с  | Человек с фотоаппаратом                     | Man with a Camera                      | Конни Сойер, Хелен Спраг (1 эпизод)          |
| 1958      | с  | Морская охота                               | Sea Hunt                               | Люсиль Маршалл (1 эпизод)                    |
| 1958—1959 | с  | Майк Хаммер                                 | Mike Hammer                            | разные роли (2 эпизода)                      |
| 1959      | с  | Тонкий человек                              | The Thin Man                           | Лиллиан Миллер (1 эпизод)                    |
| 1959      | с  | Гавайский детектив                          | Hawaiian Eye                           | Пегги Гаррисон (1 эпизод)                    |
| 1959      | с  | Сажать в тюрьму                             | Lock Up                                | Эдит Грэй (1 эпизод)                         |
| 1959      | с  | Речная лодка                                | Riverboat                              | Лола Дюхейм (1 эпизод)                       |
| 1959      | с  | Облава                                      | Dragnet                                | Глория Уорден (1 эпизод)                     |
| 1959      | с  | Человек и вызов                             | The Man and the Challenge              | Хелен (1 эпизод)                             |
| 1959      | с  | Спасение 8                                  | Rescue 8                               | Роуз Ремсон (1 эпизод)                       |
| 1959      | с  | Театр 90                                    | Playhouse 90                           | мисс Айлз (1 эпизод)                         |
| 1960      | с  | Майкл Шейн                                  | Michael Shayne                         | Эстель Норрис (1 эпизод)                     |
| 1960      | с  | Таинственное шоу «Чеви»                     | The Chevy Mystery Show                 | Бафф (1 эпизод)                              |
| 1960      | с  | Триллер                                     | Thriller                               | Фэй (1 эпизод)                               |
| 1960      | с  | Питер Ганн                                  | Peter Gunn                             | Луиз (1 эпизод)                              |
| 1960      | с  | Коронадо 9                                  | Coronado 9                             | Габриелла (1 эпизод)                         |
| 1961      | ф  | Нагими мы приходим в этот мир               | Go Naked in the World                  | Диана                                        |
| 1961      | с  | Данте                                       | Dante                                  | Эди Хорн (1 эпизод)                          |
| 1961      | с  | Помощник шерифа                             | The Deputy                             | Мэри Хейден (1 эпизод)                       |
| 1962      | с  | Приграничный цирк                           | Frontier Circus                        | Ровена (1 эпизод)                            |
| 1963      | с  | Одиннадцатый час                            | The Eleventh Hour                      | Шаг (1 эпизод)                               |
| 1964      | ф  | Голое пламя                                 | The Naked Flame                        | (в титрах не указана)                        |
| 1964      | с  | Чаннинг                                     | Channing                               | Эдит Брейди (1 эпизод)                       |
| 1965      | с  | Человек из АНКЛ                             | The Man from U.N.C.L.E.                | Магда (1 эпизод)                             |
| 1967      | с  | Пейтон-Плейс                                | Peyton Place                           | миссис Фостер (1 эпизод)                     |
| 1969      | ф  | Сэм Виски                                   | Sam Whiskey                            | Агнес                                        |
| 1969      | тф | Добейся любви Кристи                        | Get Christie Love!                     | Гвен Фенли                                   |
| 1969      | с  | Айронсайд                                   | Ironside                               | главная медсестра (1 эпизод)                 |
| 1974      | с  | Доктор Маркус Уэлби                         | Marcus Welby, M.D.                     | Люсиль Сэбберли (1 эпизод)                   |
| 1994      | с  | Мистер Бин                                  | Mr. Bean                               | (1 эпизод)                                   |